# 陳俊卿 (南宋)
陳俊卿（1113年—1186年），字應求，號陸悔。福建興化軍莆田縣人，宋代官員。

## 生平
祖父陳仁，父陳詵，皆以周急好施聞名於鄉里。生於徽宗政和二年（1113年）。幼莊重，不妄言笑，宋紹興八年（1138年）進士一甲第二名，主考官讚為「輔器」，授泉州觀察推官，累迁监察御史，殿中侍御史。秦檜察其不附己，調任南外睦宗院教授，歷官參贊軍事，紹興二十六年（1156年），通判南劍州。秦檜死，以校書郎召為監察御史。乾道元年（1165年）除吏部侍郎、兼侍讀、同修國史，言「外戚不應預政」，得罪錢端禮，知建寧府。乾道二年孝宗召入對，授吏部尚書。乾道三年（1167年）十二月，拜同知樞密院事兼參知政事，“以用人為己任，所除吏皆一時之選，抑奔競獎廉退。”乾道六年（1169年），罷相。
乾道六年十月知福州兼福建路安撫使，平水寇倪郎之亂，海道宴清。淳熙五年（1178年）起判隆興府，不久改判建康府江南東路安撫使行宮留守。八年八月（1181年）除醴泉觀使。淳熙十年（1183年）五月，除少傅，依前觀文殿大學士致仕，十三年正月封魏國公，贈太師。卒於孝宗淳熙十三年（1186卒）十一月。有《陈正献集》十卷。